# Jazz modal
El jazz modal és una manera de tocar jazz que no està lligada a la tonalitat de les notes (és a dir, a la correspondència entre acord i escala major, menor o semidisminuïda) sinó que utilitza les escales modals. De fet, la sonoritat canvia a partir de notes diferents d'una mateixa escala.
Es va desenvolupar a partir de mitjan dècada dels seixanta amb l'intent d'aportar innovacions al llenguatge jazzístic i, sobretot, per allunyar-se de l'agressivitat del Hard Bop.
Aquest nou estil, a més, utilitzava escales substitutives, harmonies per quartes i una més gran llibertat en el fraseig.
El primer disc d'aquest nou corrent va ser Kind of Blue de Miles Davis, l'any 1959. Després va venir Maiden Voyage de Herbie Hancock, el 1965.